# Pine Island Ridge
Pine Island Ridge és una concentració de població designada pel cens dels Estats Units a l'estat de Florida. Segons el cens del 2000 tenia 5.199 habitants.

## Demografia
Segons el cens del 2000, Pine Island Ridge tenia 5.199 habitants, 2.882 habitatges, i 1.504 famílies. La densitat de població era de 2.573,5 habitants/km².
Dels 2.882 habitatges en un 11,5% hi vivien nens de menys de 18 anys, en un 42% hi vivien parelles casades, en un 8% dones solteres, i en un 47,8% no eren unitats familiars. En el 42,9% dels habitatges hi vivien persones soles el 24,1% de les quals corresponia a persones de 65 anys o més que vivien soles. El nombre mitjà de persones vivint en cada habitatge era d'1,8 i el nombre mitjà de persones que vivien en cada família era de 2,41.
Per edats la població es repartia de la següent manera: un 10,3% tenia menys de 18 anys, un 4% entre 18 i 24, un 18,9% entre 25 i 44, un 24,6% de 45 a 60 i un 42,2% 65 anys o més.
L'edat mediana era de 59 anys. Per cada 100 dones de 18 o més anys hi havia 73,1 homes.
La renda mediana per habitatge era de 35.476 $ i la renda mediana per família de 43.533 $. Els homes tenien una renda mediana de 46.382 $ mentre que les dones 31.494 $. La renda per capita de la població era de 25.533 $. Entorn de l'1,8% de les famílies i el 3,5% de la població estaven per davall del llindar de pobresa.

## Poblacions més properes
El següent diagrama mostra les poblacions més properes.